# Sydney Youngblood
Sydney Youngblood, właśc. Sydney Ford (ur. 2 grudnia 1960 w San Antonio) – amerykański piosenkarz, aktor i kompozytor, który wykonał kilka popularnych piosenek w późnych latach 80. i wczesnych 90.

## Życiorys

### Wczesne życie
Urodził się w Teksasie w grudniu 1960 roku. Od najmłodszych lat uwielbiał śpiewać. W wieku sześciu lat wygrał konkurs w swoim rodzinnym mieście, gdzie jego babcia nazwała go młodą krwią za jego żywiołowość. Grał w wielu zespołach, ale w wieku dwudziestu lat został powołany do armii amerykańskiej i służył w Niemczech przez pięć lat. Ford wrócił do domu i zaczął produkować muzykę, tym razem jako artysta solowy. Po podpisaniu umowy z Virgin Records wydał remiks piosenki Ain’t No Sunshine Billa Withersa, który pojawił się na liście przebojów UK Singles Chart w 1988.

### Kariera
Wydał dwie piosenki w 1988 i 1989, które trafiły na listy przebojów w Europie. Były to Sit and Wait oraz debiutancki If Only I Could, który osiągnął trzecie miejsce na UK Singles Chart. Utwór wykorzystuje bas i perkusję z utworu Raze Break 4 Love.
W Stanach Zjednoczonych piosenka I’d Rather Go Blind (śpiewana pierwotnie przez Ettę James) trafiła do pierwszej dziesiątki listy Billboard Dance. Sit and Wait trafił na 16. miejsce listy przebojów w Wielkiej Brytanii w grudniu 1989.
Youngblood kontynuował swój sukces albumem Feeling Free, na którym znalazł się także jego wcześniejszy singiel Ain’t No Sunshine.
W 2018 Youngblood wziął udział w 12. sezonie niemieckiego reality show I’m a Star – Get Me Out of Here! w telewizji RTL.

### Sydney Youngblood kontra Soul II Soul
Obecność utworów Youngblooda na liście przebojów wywołała pewne kontrowersje. Ze względu na jego muzyczny styl wokali soul zamiast hip-hopowych rytmów, został oskarżony przez część prasy muzycznej o kopiowanie brzmienia Soul II Soul, wpływowej brytyjskiej grupy muzycznej, której piosenka Back to Life trafiła na pierwsze miejsce listy przebojów. Youngblood odpowiedział, wydając remiks swojego wcześniejszego przeboju Feeling Free (z udziałem Elaine Hudson), zatytułowany The Jazzy Who? Remix w nawiązaniu do piosenki Jazzie B zespołu Soul II Soul. Utwór zawiera muzykę z fortepianu brzmiącą podobnie do piosenki Happiness zespołu Soul II Soul i rytm z piosenki Jazzie’s Groove.